# Kanton Santa Isabel
Der Kanton Santa Isabel befindet sich in der Provinz Azuay im Süden von Ecuador. Er besitzt eine Fläche von 600,2 km². Im Jahr 2020 lag die Einwohnerzahl schätzungsweise bei 20.940. Verwaltungssitz des Kantons ist die Kleinstadt Santa Isabel mit 5607 Einwohnern (Stand 2010). Der Kanton Santa Isabel wurde im Jahr 1945 eingerichtet.

## Lage
Der Kanton Santa Isabel befindet sich im Südwesten der Provinz Azuay. Das Gebiet liegt an der Westflanke der Anden. Der Río Rircay durchquert den Südosten des Kantons und fließt anschließend nach der Vereinigung mit dem Río León als Río Jubones die südliche Kantonsgrenze. Die Fernstraße E59 von Pasaje nach Cuenca führt durch den äußersten Süden und Südosten des Kantons und passiert dabei den Hauptort Santa Isabel.
Der Kanton Santa Isabel grenzt im Osten an die Kantone San Fernando und Girón, im Süden an den Kanton Saraguro der Provinz Loja, im äußersten Südwesten an den Kanton Zaruma der Provinz El Oro, im Westen an den Kanton Pucará, im Nordwesten an die Provinz Guayas sowie im Norden an den Kanton Cuenca.

## Verwaltungsgliederung
Der Kanton Santa Isabel ist in die Parroquia urbana („städtisches Kirchspiel“)
- Santa Isabel

und in die Parroquias rurales („ländliches Kirchspiel“)
- Abdón Calderón (Verwaltungssitz in La Unión)
- San Salvador de Cañaribamba
- Shaglli

gegliedert.